# Dreams (Gabrielle)
Dreams è un singolo della cantante britannica Gabrielle, pubblicato il 7 giugno 1993 come primo estratto dal primo album in studio Find Your Way.

## Descrizione
Il brano, scritto dalla cantante stessa assieme a Tim Laws, e prodotto da Richie Fermie, ha raggiunto il numero uno in Inghilterra, dove è rimasto per tre settimane nel giugno 1993.
Il singolo ha ottenuto ottimi risultati anche in USA, Australia, Irlanda, Svizzera, Francia e Italia.
Originariamente il singolo conteneva un campionamento di Fast Car di Tracy Chapman, ma per ragioni di copyright, vi si dovette rinunciare, ma il singolo divenne lo stesso un successo.
La canzone in seguito è stata a sua volta campionata dai More Fire Crew per il loro singolo del 2001 Dreams.
La canzone è entrata nella colonna sonora del film Magnolia di Paul ThHomas Anderson, dove il personaggio di Donnie Smith la cantava in continuazione per motivarsi.
Il titolo del primo greatest hits della cantante Dreams Can Come True, Greatest Hits Vol. 1 è basato proprio sul ritornello del brano.

## Tracce
1. Dreams (7" version)
2. Dreams (The Developed Arrested mix)
3. Dreams (Our Tribe House mix)
4. Dreams (Dignity mix)
5. Dreams (Easy mix)
6. Dreams (Laws House)
7. Dreams (The Red Underground mix)

## Classifiche
| Chart (1993)                       | Peak position |
| ---------------------------------- | ------------- |
| UK Singles Chart                   | 1             |
| Irish Singles Chart                | 2             |
| Australian Singles Chart           | 4             |
| Swedish Singles Chart              | 5             |
| Dutch Singles Chart                | 7             |
| Austian Singles Chart              | 10            |
| Swiss Singles Chart                | 10            |
| French Singles Chart               | 11            |
| Italian Singles Chart              | 5             |
| US Billboard Hot 100 Singles Chart | 26            |
| New Zealand Singles Chart          | 47            |